# 斎藤洋介
斎藤 洋介（さいとう ようすけ、1951年〈昭和26年〉7月11日 - 2020年〈令和2年〉9月19日）は、日本の俳優。才賀京子事務所を経て、アクトレインクラブに所属していた。
愛知県名古屋市出身。名古屋市立新栄小学校、名古屋学院中学校（現在の名古屋中学校）、名古屋学院高等学校（現・名古屋高等学校）、明治大学経営学部卒業。本名は斉藤 洋介（読み同じ）。次男は俳優の斉藤悠。

## 来歴・人物
面長が特徴で、しばしば「モアイ顔」と愛された。
小学生時代のあだ名は「台湾バナナ」、「洋ちゃん」。学級委員を務め、成績優秀だった。高校時代は応援部に、明治大学時代は落語研究会にそれぞれ所属。大学の落語研究会で三宅裕司と出会う。卒業後、劇団SETを立ち上げて名付け親となるが、1979年頃に退団した。
テレビドラマ初出演は『男たちの旅路』第4部の「車輪の一歩」（1979年）。身体障害者というテーマを真正面から扱ったことで評価が高く、たびたび再放送されている。このドラマでは車椅子の青年役を演じ、初出演ながら「ポルノ映画を見るために周囲の人に介助してもらう」「両親に『トルコ風呂に行きたい』と告白する」など難しい役どころながら重厚な演技を見せ、古尾谷雅人らとともに注目を集めた。これ以降はドラマの重要な脇役として活躍し、善人から悪人までさまざまなキャラクターを演じた。
初レギュラーは『1年B組新八先生』の美術教師・田中洋介役。生徒と敵対するが徐々に打ち解けていく新任教師を好演し、広く知られることとなった（翌年の『2年B組仙八先生』でも同役で出演）。
1989年の東芝日曜劇場『教室』で生徒をいじめる担任教師役を演じていた。
1994年、『人間・失格〜たとえばぼくが死んだら』と『家なき子』に出演し、それぞれ迫真のいじめ役で注目された。その一方、『聖者の行進』では人の良い心優しい人物を演じ、いじめ役とは逆の役柄を演じきった。悪役を演じることが増えても、私生活では家族想いな父親であり、暴力を振るったり虐待したりするシーンになると、「こういうことは絶対にやってはいけない」と自らの演技を通して教育し続けていた。
映画『ゴジラvsスペースゴジラ』（1994年）で共演した橋爪淳は、斎藤が善人のふりから悪人の本性を見せる様を目だけで表現していたことを高く評価している。後年、トークイベントで共演した際は、毒も優しさも交えた斎藤の話が面白かったと述べている。同じく共演した小高恵美は、斎藤は様々な面を持った面白い人であったと述懐している。
バラエティ番組『SMAP×SMAP』には初期の頃から準レギュラー出演しており、コントや企画物でたびたび出演した。
2011年4月から2014年3月までは、NHKEテレの小中学生向けバラエティ番組『大!天才てれびくん』内で放送されていたドラマに『大!天才てれびくん』の舞台となったテレビ局の会長役として出演。司会を務める出川哲朗・鈴木あきえや、当時てれび戦士として出演していた鎮西寿々歌・岡田結実らとも共演した。また、ドラマ内では研究所主任担当のふかわりょうが提案した企画を必ず却下するのがお決まりであった。
映画『ヒポクラテスたち』で共演した古尾谷や内藤剛志とは親交が深く、特に2003年3月に古尾谷が自殺した際の葬儀・通夜・告別式では号泣した。
2020年7月に歯のインプラントで検査をしたところ咽頭がんが見つかり、切除手術を経て放射線治療を受けるなど闘病生活に入っていたが、同年9月19日、都内の自宅で夕食後に体調不良を訴え、緊急搬送中に心肺停止となり死去。69歳没。

## 出演

### テレビドラマ

#### NHK
- 男たちの旅路（1979年） - 川島敏夫
- 大河ドラマ
  - 獅子の時代（1980年） - 末吉
  - 武田信玄（1988年） - 丹波弥十郎
  - 翔ぶが如く（1990年） - 板垣退助
  - 炎立つ（1994年） - 九条兼実
  - 功名が辻（2006年） - 黒田如水
  - 龍馬伝（2010年） - 小栗忠順
- 新・事件 わが歌は花いちもんめ（1981年）
- 立花登・青春手控え（1982年）
- 連続テレビ小説
  - おしん（1983年） - 川村清一
  - 澪つくし（1985年） - 魚住
  - 春よ、来い（1994年） - 森口道夫
  - さくら（2002年） - 鮎沢信也
  - とと姉ちゃん（2016年） - 佃博文
- 新・夢千代日記（1984年）
- 腕におぼえあり（1992年） - 深沢清次郎
- 新・半七捕物帳（1997年） - 熊蔵 役
- 庭師サッちゃん（1998年）
- 山田風太郎 からくり事件帖-警視庁草紙より-（2001年） - 針買将馬
- 茂七の事件簿 新ふしぎ草紙（2002年） - 中井権太夫
- 名古屋仏壇物語（2002年）
- 蝉しぐれ（2003年） - 小柳甚兵衛
- ロッカーのハナコさん（2003年） - 市倉仁士
- ハルとナツ 届かなかった手紙（2005年） - 山下平造
- リミット〜刑事の現場2 第1回「その男は、悪魔」（2009年7月11日）
- 火怨・北の英雄 アテルイ伝（2013年） - 道嶋大楯
- ハードナッツ! 〜数学girlの恋する事件簿〜（2013年） - 大出俊一郎
- 神谷玄次郎捕物控2（2015年） - 伊勢蔵
- まんまこと〜麻之助裁定帳〜（2015年） - 城木神官
- ETV特集「義男さんと憲法誕生」（2020年5月2日、Eテレ） - 劇中ドラマ[11]

#### 日本テレビ
- 俺たちの朝（1977年） - 劇団員
- NEWジャングル（1988年）
- 火曜サスペンス劇場
  - 眼鏡をかけたライオン（1990年8月）
  - 松本清張スペシャル・微笑の儀式（1995年3月） - 岡崎
  - 朝比奈周平ミステリー（1991年） - 笠井刑事
  - 女検事・霞夕子（1996 - 2005年） - 球磨功三郎
- 代紋TAKE2（1993年 - 1997年） - 倉田通利
- 家なき子（1994年） - 警官
- 恋のバカンス（1997年） - 中村金次郎
- 世紀末の詩（1998年） - 興梠一郎
- サイコドクター（2002年） - 巧田係長
- ぼくの魔法使い（2003年） - 桜庭洋一
- 真実の手記 BC級戦犯 加藤哲太郎「私は貝になりたい」（2007年8月24日） - 木崎修吾
- 恋のから騒ぎ 〜Love Stories V〜「葬儀屋の女」（2008年10月10日）
- マネーの天使〜あなたのお金、取り戻します!〜（2016年） - 浅野悟朗

#### TBS
- 1年B組新八先生（1980年） - 田中洋介先生
- 2年B組仙八先生（1980 - 1981年） - 田中洋介先生
- 刑事ヨロシク（1982年） - 門口
- 青が散る（1983年） - 八木助教授
- 花田春吉なんでもやります（1985年） - 松島先生
- スタンドバイミー 〜気まぐれ白書〜（1987年) - 伸恵の父
- 東芝日曜劇場「教室」（1989年）
- 家栽の人（1993年） - 鳥海和友
- ボクの就職（1994年） - 中山功
- 人間・失格〜たとえばぼくが死んだら（1994年） - 宮崎信一
- 若葉のころ（1996年） - 木藤良晴
- 月曜ドラマスペシャル
  - 熊野路伝説殺人事件（1996年）
  - 早乙女千春の添乗報告書9（2000年） - 村田誠
- 天城越え（1998年） - 検死医
- 聖者の行進（1998年） - 間中順治
- 仮面の女（1998年） - 小西幸彦
- 天国に一番近い男（1999年） - 植木さとし
- 魔女の条件（1999年）
- 君が教えてくれたこと（2000年） - 佐久間稔
- 松本清張特別企画・危険な斜面（2000年） - 田中刑事
- こちら第三社会部（2001年） - 大原伸吾
- 月曜ミステリー劇場 「女タクシードライバーの事件日誌」（2003年 - ） - 長島満夫
- H2〜君といた日々（2005年） - 長谷川信治
- ドラゴン桜（2005年） - 近藤時久（教頭）
- ウルトラマンメビウス（2007年） - シキ査察官
- ケータイ刑事 銭形海 サードシリーズ（2008年） - 蟹江晃
- 月曜ゴールデン 「警視庁南平班〜七人の刑事〜3」（2011年） - 神部剛敬
- 宮部みゆきミステリー パーフェクト・ブルー（2012年） - 一星透
- Dr.DMAT（2014年） - 桐谷秀次郎
- アンナチュラル（2018年） - 草野教授

#### フジテレビ
- 直木賞作家サスペンス「魅惑されて」（1990年、関西テレビ / 松竹）
- 世にも奇妙な物語
  - 「お墓参り」
  - 「不眠症」
  - 「赤い雲」
- 安川刑事シリーズ2「殺してしまいたい」（1991年11月15日、PDS） - 佐山警部
- 旅情サスペンス「風のロード・温泉湯煙地獄めぐり」（1992年4月、関西テレビ / 東宝）
- 金曜ドラマシアター「松本清張スペシャル 疑惑」（1992年11月）
- ドク（1996年） - 水島賢司
- 走れ公務員!（1998年） - 庄司
- 古畑任三郎（1999年） - 浅香忠夫
- ダンドリ。〜Dance☆Drill〜（2006年） - 奥村重蔵
- 東京タワー 〜オカンとボクと、時々、オトン〜（2007年） - 後藤洋介
- ジュテーム〜わたしはけもの（2008年） - 辰野志郎
- サマヨイザクラ（2009年） - 斎宮祐介
- 明日の光をつかめ2（2011年） - 森島社長
- 金曜プレステージ 「所轄刑事6」（2011年） - 水島照夫
- 新ナニワ金融道（2015年） - 孫野手建造

#### テレビ朝日
- 土曜ワイド劇場
  - 終着駅シリーズ2（1992年2月）
  - タクシードライバーの推理日誌2（1993年） - 両川隆司
  - おばはん刑事!流石姫子5（2000年） - 根本一郎
  - 法医学教室の事件ファイル25（2007年） - 倉沢元司
  - 隠蔽捜査1（2007年） - 坂上栄太郎
  - 終着駅の牛尾刑事VS事件記者・冴子11（2012年） - 田原春久
  - 東京駅お忘れ物預り所5（2012年） - 田辺勲
- 白い巨塔（1990年） - 佃友博
- 七人の女弁護士 第1シリーズ（1991年）
- 名奉行 遠山の金さん（1992年） - 木枯らしの権三
- 女検事の捜査ファイル（1993年） - 小板恒夫
- はぐれ刑事純情派（1996年） - 羽村芳雄
- 暴れん坊将軍シリーズ
  - 暴れん坊将軍III 第81話「八百八町を狙う公家剣法!」（1989年）- 七条公保
  - 暴れん坊将軍IV 第36話(スペシャル)「狙われた江戸城の花嫁!」（1991年）- 戸田大和守
- はみだし刑事情熱系（2000年） - 長谷川保 役
- 生放送はとまらない!（2003年） - 仲本源太
- おばあさんの反乱（2005年） - 川中院長
- 相棒（2006年） - 平林部長
- パズル（2008年） - 張林宝
- 7人の女弁護士（2008年） - 山岡慎治
- サラリーマン金太郎（2010年） - 大竹勝男
- 臨場 続章（2010年） - ホームレス・シオさん（塩川高次）
- 検事・鬼島平八郎（2010年） - 小山浩司
- 悪党〜重犯罪捜査班（2011年） - 村越健作
- 科捜研の女（2011年） - 美濃部悟
- 特捜9 season3（2020年） - 河野三郎※遺作

#### テレビ東京
- 最上の命医（2011年） - 野口英敏
- さばドル（2012年） - プロデューサー
- ウルトラマンギンガS（2014年） - カムシン
- ドクター調査班〜医療事故の闇を暴け〜（2016年） - 深町信夫
- 新宿セブン（2017年） - 尾上正昭
- 女と愛とミステリー
  - 脅迫者 平凡な下町主婦を襲う恐怖（2001年） - 山口吾朗
  - 信濃のコロンボ事件ファイル2（2002年） - 篠原清治
- 水曜ミステリー9
  - さすらい署長 風間昭平6（2007年） - 谷垣係長
  - 名犬フーバーの事件簿（2008年） - 高畑三郎
  - 奥多摩駐在刑事3（2015年） - 安本

#### WOWOW
- 空飛ぶタイヤ（2009年） - 児玉征治
- 罪人の嘘（2014年） - 弁護士
- 闇の伴走者 第2話（2015年4月18日） - 和智康一郎 役[12]

#### その他
- 犬飼さんちの犬（2011年） - 月光（犬屋敷の主人）

### 映画
- ヒポクラテスたち（1980年） - 本田俊平
- セーラー服と機関銃（1981年） - 刑事
- 男はつらいよ 浪花の恋の寅次郎（1981年） - ふみの夫
- 魔性の香り（1985年、池田敏春監督）-　桑野洋一　役
- 「さよなら」の女たち（1987年） - 西山隆太
- 精霊のささやき（1987年） - 下丸子
- 郷愁（1988年） - 町田重明
- 独身アパートどくだみ荘（1988年） - 豪広美
- CFガール（1989年） - 山下
- 帝都大戦（1989年） - 森少尉
- ガンヘッド（1989年） - ボクサー
- ボクが病気になった理由（1990年） - 鈴木大作
- ギャッピー ぼくらはこの夏ネクタイをする!（1990年） - 逸見良介
- われに撃つ用意あり（1990年） - 馬場
- 天河伝説殺人事件（1991年） - 倉田刑事
- 復活の朝（1992年） - 中村国夫
- エロティックな関係（1992年） - SHIGA
- 眠らない街 新宿鮫（1993年） - 鮫島を切りつける刑事
- ゴジラvsスペースゴジラ（1994年） - 大久保晋[1]
- 家なき子（1994年） - 磯貝誠一
- 大失恋。（1995年） - 山岡
- スーパースキャンダル（1996年） - 石川勝(週刊誌ライター)
- 爆走! ムーンエンジェル－北へ（1996年） - 兵藤
- わが心の銀河鉄道 宮沢賢治物語（1996年） - 銀河鉄道の車掌
- ドリーム・スタジアム（1997年） - 天使
- 絆 -きずな-（1998年） - 布田昌志
- 難波金融伝・ミナミの帝王 劇場版PARTIII リストラの代償（1999年） - 高木
- 死びとの恋わずらい（2000年） - 教師
- 九ノ一金融道
- ピンチランナー（2000年） - 真穂の父
- ハッシュ!（2001年） - 有朋店長
- 手紙（2002年）
- 猫の恩返し（2002年） - トト （声の出演）
- ぷりてぃ・ウーマン（2003年） - 室田一夫
- 釣りバカ日誌14 お遍路大パニック!（2003年） - 草森秘書室長
- 半落ち（2004年） - 笹岡警務部長
- 待合室（2006年） - 山本康夫
- 人生ごっこ!?（2006年） - 谷崎部長
- 仮面ライダー THE NEXT（2007年） - 教頭先生
- The焼肉ムービー プルコギ（2007年）
- 口裂け女2（2008年） - 沢田光三
- 純喫茶磯辺（2008年7月公開） - 柴田
- THE CODE/暗号（2009年） - 探偵523
- 牙狼<GARO>〜RED REQUIEM〜（2010年） - 魔戒法師・アカザ
- うさぎドロップ（2011年）
- アントキノイノチ（2011年） - 老人ホームの職員
- るろうに剣心（2012年） - 浦村署長
- 猫侍（2014年） - 相川平八
- ベトナムの風に吹かれて（2015年） - 菊池啓太[13]
- HiGH&LOW THE MOVIE3 FINAL MISSION（2017年） - 馬場元
- サヨナラ家族（2019年）
- ある町の高い煙突（2019年） - 権藤
- ひとよ（2019年）
- 狂武蔵（2020年） - 師匠[14] ※遺作

### Vシネマ
- 赤塚不二夫のビデオ・ナンバーワン「こんなのはじめて 帰ってきたかぐや姫」(1983年)
- ナンチャッテブル (1984年)
- 2人のマジカル・ナイト（1991年）
- 雀鬼伝説 蒼き狼たち (1994年)
- ビジネスマン必勝講座 ヤクザに学ぶ交渉術（2007年）第3話「捨て身で飛び込め！」 - R組 R組長
- 大阪やくざ戦争 誤爆の代償（2007年） - 山賀組系坂戸組幹部 フルイチ
- 喧嘩の極意1 - 6（2008年 - 2010年）全6作 - 極東工業高校(キワコウ)校長
- DRAGON BLACK（2015年）

### 舞台
- 女ひとり ミヤコ蝶々物語（2008年）
- 第十七捕虜収容所（2008年）
- 十二人の怒れる男（2009年）
- ユーミン×帝劇 vol.3 朝陽の中で微笑んで（2017年11月27日 - 12月20日、帝国劇場） - 桜庭刑事 役[15][16]

### その他のテレビ番組
- SMAP×SMAP（関西テレビ・フジテレビ）
- 森田一義アワー 笑っていいとも!（フジテレビ、1994年 - 1995年） - 木曜日レギュラー
- 趣味悠々「水彩で描く にっぽん絶景スケッチ紀行」（NHK教育（現・Eテレ）、2009年）
- ぶらり途中下車の旅（日本テレビ）
- めちゃ×2イケてるッ!（フジテレビ）
- ダウンタウンのガキの使いやあらへんで!!（日本テレビ）
- ピラメキーノG（ざっくり戦士ピラメキッド）（テレビ東京） - 黒崎 / 白黒怪人チャーティー（声）
- 大!天才てれびくん（NHK Eテレ、2011年4月 - 2014年3月） - 大!天才テレビジョン会長

他多数

### ラジオドラマ
- 夏が来れば思い出す（1986年8月16日、NHK第1） - コッ先輩

### CM
- 旭化成ホームズ/へーベルハウス「FREX-3」「DUET」(1987年)
- トヨタ実写版ドラえもん - 教習所指導員
- ソニースタミナハンディカム(内藤剛志と共演)
- サークルK
- ヴィクトリアゴルフ
- リクルートタウンワーク（2006年12月 -2007年）
  - pizza篇「コマンタレブ篇」「新垣です篇」「どうして来たんだい篇」
- AKracing
  - 「一度座ったら立ちたくない編」(ケイン・コスギと共演)